# Met Office

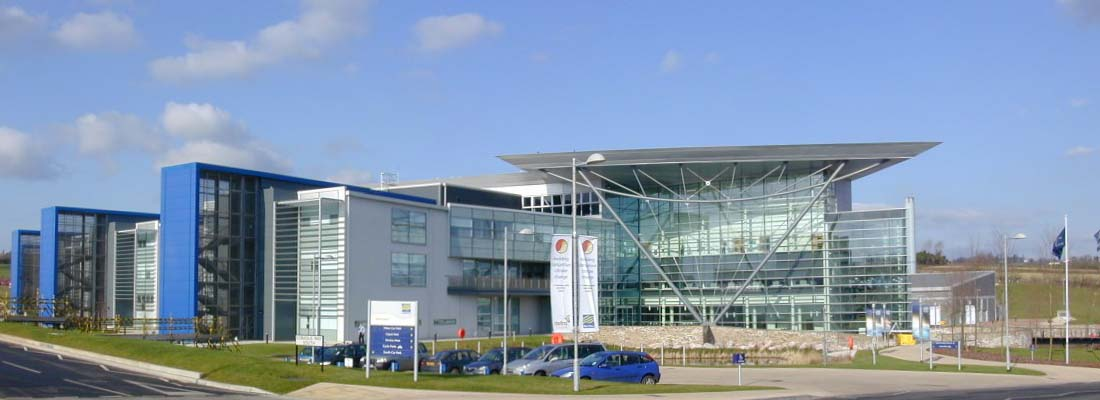
Quarter general del Met Office a Exeter

El Met Office (abreviatura anglesa per a Oficina de Meteorologia) és el nom oficial i actual del servei nacional de meteorologia del Regne Unit i un Departament Executiu del Ministeri de Defensa. La seva seu central es troba a Exeter. També es troba a la seu central el "Col·legi del Met Office", el qual porta a terme l'entrenament del seu personal i de molts predictors de tot el món. El seu cap executiu actual és John Hirst.

## Història
El Met Office es va establir el 1r d'agost de 1854 com un petit departament dins de la Junta de Comerç sota les ordres del vicealmirall Robert Fitz-Roy per tal d'actuar com un servei per als mariners. La pèrdua del vaixell de passatgers, Royal Charter, i 459 vides a la costa d'Anglesey durant un violent temporal a l'octubre del 1859 va comportar el primer servei d'avís de temporal. L'any 1861 Fitz-Roy ja havia establert una xarxa de 15 estacions costaneres des de les quals es proporcionaven avisos de temporal per als vaixells que navegaven a mar obert. Aquell mateix any també el Met Office va començar a proporcionar els seus pronòstics meteorològics per als diaris, cessant aquesta activitat al maig de 1866, però continuant de nou el 1r d'abril de 1879.
El desenvolupament del telègraf elèctric a la dècada de 1870 va comportar una millor i més ràpida difusió dels avisos meteorològics i el desenvolupament d'una xarxa d'observació que més endavant va ser utilitzada per a proporcionar una anàlisi sinòptica.
Després de la Primera Guerra Mundial, el Met Office va passar a formar part del Ministeri de l'Aire l'any 1919. L'abril del 1990 es va convertir en una agència executiva del Ministeri de Defensa. Últimament, arran d'un canvi de govern, el Met Office va passar a formar part del Departament de Negocis, Innovació i Habilitats el 18 de juliol de 2011.

## Pronòstics
La funció principal del Met Office és produir models de predicció meteorològica mitjançant la recopilació d'informació dels satèl·lits meteorològics i de les observacions meteorològiques de la Terra, i després processar utilitzant superordinadors que executen una gran una varietat de models, basats en un paquet de programari conegut com l'Unified Model (UM, Model Unificat). Els principals productes meteorològics per als clients del Regne Unit són els pronòstics de 36 hores a 1,5 km de resolució horitzontal que abasta les Illes Britàniques i els seus voltants, les prediccions a 48 hores a 12 km de resolució horitzontal que abasta Europa i l'Atlàntic Nord, i les prediccions a 144 hores a partir del model global a 25 km de resolució horitzontal.
El Met Office és també l'organisme responsable d'emetre els avisos meteorològics per al Regne Unit a través de Servei Nacional d'Alertes de Temps Violent (National Severe Weather Warning Service, NSWWS). Aquests avisos meteorològics alerten sobre l'ocurrència de fenòmens meteorològics extrems que poden afectar les infraestructures i el transport en genaral, així com posar en perill la vida de les persones. El març de 2008, el sistema es va millorar i es va introduir una nova etapa de l'alerta.

## Enllaços extrens
- Portal oficial del Met Office (anglès)